# Josip Đerđa (polityk)
Josip Đerđa (ur. 11 lutego 1911 w Zadarze, zm. 18 lutego 1990 w Belgradzie) – jugosłowiański polityk i ambasador, w latach 1970–1972 wiceprzewodniczący Zgromadzenia Socjalistycznej Federacyjnej Republiki Jugosławii.

## Życiorys
W 1930 roku uciekł z Zadaru (znajdującej się w granicach Włoch) do Jugosławii. W 1934 roku dołączył do Komunistycznej Partii Jugosławii, a od 1935 do 1938 był więziony w Sremskiej Mitrovicy za działalność komunistyczną.
Od 1941 roku był zaangażowany w działalność antyfaszystowskiego ruchu oporu; uczestniczył w działaniach propagandowych na rzecz Komunistycznej Partii Chorwacji oraz redagował czasopisma Vjesnik i Naprijed.
Po II wojnie pełnił funkcję ministra spraw zagranicznych oraz ambasadora Socjalistycznej Federacyjnej Republiki Jugosławii w Albanii, Egipcie, Libii i Mjanmie. Zasiadał w Zgromadzeniu Socjalistycznej Federacyjnej Republiki Jugosławii, wygrywając w wyborach z lat 1963 i 1969, w latach 1970–1972 pełnił funkcję wiceprzewodniczącego parlamentu.